# 網目海蜷
網目海蜷（学名：Cerithidea rhizophorarum）为海蜷螺科栓海蜷屬下的一个种。

## 扩展阅读
- 維基物種上的相關：網目海蜷